# Revista de Catalunya

Revista de Catalunya (en catalan : Revue de Catalogne) est une revue mensuelle éditée en catalan de 1924 à 2012, et trimestrielle à partir de 2012.

## Présentation
Elle fut fondée à Barcelone en 1924 par Antoni Rovira i Virgili durant la dictature de Miguel Primo de Rivera comme une tribune d'expansion et de défense de la haute culture catalane. Elle avait à sa fondation plus de 100 pages et y étaient publiés des essais de  Rovira i Virgili, Carles Soldevila, Melcior Font, Josep Pla, Domènec Guansé, Prudenci Bertrana, Joan Sacs, Joan Crexells i Vallhonrat, Tomàs Garcés, Carles Pi i Sunyer entre autres. 
Elle fut suspendue pour raisons économiques en 1929 mais revint en 1930 jusqu'à 1939 sous la direction de Ferran Soldevila.
Les événements du 6 octobre 1934 empêchèrent sa sortie jusqu'à 1938, sous le patronage de l'Institution des Lettres Catalanes, avec trois directeurs (Rovira i Virgili, Ferran Soldevila et Serra i Húnter) et comme rédacteur en chef Armand Obiols. Elle fut ensuite publiée en exil à Paris (1939-1940) sous le patronage de la Fundació Ramon Llull et où le comité de rédaction était formé par Armand Obiols (rédacteur en chef), Just Cabot, Pompeu Fabra, Josep Carner et Joaquim Torrens-Ibern, maintenant un ton de haute culture et réalisant des collaborations avec des scientifiques. La Gestapo la va ferma en 1940. 
Au Mexique, apparut un numéro triple (janvier-février-mars, 1943), publié par Antoni Maria Sbert, avec la collaboration de Josep Carner, Pere Bosch i Gimpera, Artur Bladé i Desumvila, Ferran Soldevila, Ventura Gassol, Jaume Serra i Húnter, Antoni Xirau i Palau, Manuel Reventós i Bordoy entre autres. 
Elle revint à Paris à la libération mais n'eut que trois publications en 1947, avec Obiols comme coordinateur. Le numéro 105 parut à São Paulo (1956), grâce au collectionneur de peinture Salvador Riera, bien que le contenu original fût envoyé depuis la Catalogne et préparé par Joan Triadú, Max Cahner i Albert Manent, amb col·laboracions de Carles Riba, Josep Trueta, Ferran Soldevila, Jordi Rubió i escrita per Rafael Tasis. Le numéro 106 fut publié au Mexique (1967), bien qu'également préparé à Barcelone. 
En octobre 1986, commença une nouvelle étape de la revue sous la direction de Max Cahner, dont la formule fut transformée à partir de janvier 2012 sous la direction de Josep M. Roig i Rosich, avec comme sous-titre continuïtat i canvi (continuité et changement).